# Alpaida itauba
Alpaida itauba Levi, 1988 è un ragno appartenente alla famiglia Araneidae.

## Etimologia
Il nome della specie deriva dal luogo di rinvenimento degli esemplari: la località di Itaúba nel Brasile meridionale.

## Caratteristiche
L'olotipo femminile rinvenuto ha dimensioni: cefalotorace lungo 1,9mm, largo 1,5mm; il primo femore misura 1,5mm e la patella e la tibia circa 1,9mm.

## Distribuzione
La specie è stata rinvenuta in Brasile e Argentina: l'olotipo femminile a Itaúba, località nei pressi di Arroio do Tigre, comune brasiliano del Rio Grande do Sul.

## Tassonomia
Al 2015 non sono note sottospecie e dal 1988 non sono stati esaminati nuovi esemplari.